# Radňoves
Radňoves (deutsch Radnowes, auch Radniowes) ist eine Gemeinde in Tschechien. Sie liegt elf Kilometer nördlich von Velká Bíteš und gehört zum Okres Žďár nad Sázavou.

## Geographie
Radňoves befindet sich rechtsseitig über dem Tal der Libochovka in der zur Böhmisch-Mährischen Höhe gehörigen Křižanovská vrchovina (Krischanauer Bergland). Nordöstlich erhebt sich der Václavův kříb (534 m) und im Süden der Strážnice (583 m).
Nachbarorte sind Meziboří im Norden, Borky und Víckov im Nordosten, Vratislávka im Osten, Jeřábkův Mlýn in Vidonín im Südosten, Rozseč und Milešín im Süden, Heřmanov im Südwesten sowie Nová Ves und Dolní Libochová im Nordwesten.

## Geschichte
Die erste schriftliche Erwähnung von Radinaves erfolgte im Jahre 1264. 1269 schenkte Smil von Lichtenburg das Dorf dem Zisterzienserkloster Saar. Radňoves wurde in der Mitte des 14. Jahrhunderts Teil der Herrschaft Křižanov. Henricus de Ossaw verkaufte das Dorf 1365 an Hroznata von Cholův. Nachfolgende Besitzer waren zum Ende des 14. Jahrhunderts die Vladiken von Radňoves. 1589 wurden die Güter an die Herrschaft Mitrov angeschlossen. Nach der Schlacht am Weißen Berg wurde Mitrov konfisziert. Danach erwarb Johann Jacob Graf Magnis die Herrschaft und schloss sie an Moravec an. 1630 verkaufte Magnis die Herrschaften an die Familie Bergamesco. Diese verkauften sie 1756 an Franz Josef Freiherr von Toussaint auf Schönau. Sein Sohn Philipp, der die Güter 1772 geerbt hatte, verprasste sein Geld in Wien. Bis 1848 blieb Radňoves an Mitrov angeschlossen. Die Bewohner lebten von der Landwirtschaft. Es wird angenommen, dass daneben im Dorf auch Wagenschmiere hergestellt wurde, denn die Bewohner von Radňoves werden mit dem Necknamen kolomazníci (Wagenschmierer) bedacht.
Nach der Aufhebung der Patrimonialherrschaften bildete Radňoves ab 1850 eine Gemeinde in der Bezirkshauptmannschaft Groß Meseritsch im Iglauer Kreis. 1869 lebten in Radňoves 231 Menschen. Im Jahre 1874 entstand die Dorfschule. 1894 gründete sich die gemeinschaftliche Freiwillige Feuerwehr von Vidonín und Radňoves. 1880 hatte das Dorf 217 Einwohner und im Jahre 1900 waren es 196. 1927 trennten sich beide Feuerwehren. Im selben Jahr erwarb die Feuerwehr Radňoves eine von Pferden gezogene und mit der Hand zu bedienende vierrädrige Druck- und Saugspritze, die heute noch einsatzfähig ist. Ab 1949 gehörte die Gemeinde zum Okres Velká Bíteš. Zu Beginn des Jahres 1961 wurde das Dorf dem Okres Žďár nad Sázavou zugeordnet. Zwischen 1971 und 1990 war Radňoves nach Vidonín eingemeindet.
Überregionale Bekanntheit erlangte das Dorf durch seine Feuerwehrwettkämpfe. Jeweils im Juni findet der Wettstreit um den Wanderpokal der Feuerwehr Radňoves statt. Ein weiterer Wettkampf erfolgte im August in historischer Feuerlöschtechnik.

## Ortsgliederung
Für die Gemeinde Radňoves sind keine Ortsteile ausgewiesen.

## Sehenswürdigkeiten
- denkmalgeschützte Kapelle aus dem Jahre 1790 am Dorfplatz
- Die Radňoveser Feuerspritze von 1927 war u. a. in Dušan Kleins Spielfilm Andělské oči und in der Prazdroj-Fernsehwerbung zu sehen.